# ناحیه بریکه
ناحیه بریکه (به عربی: دائرة بریکة) یک ناحیه در الجزایر است که در استان باتنه واقع شده‌است.